# White House (Tennessee)
White House ist eine US-amerikanische Stadt in Tennessee. Sie liegt im Robertson County und im Sumner County. Das U.S. Census Bureau hat bei der Volkszählung 2020 eine Einwohnerzahl von 12.982 ermittelt. Die Stadt ist Teil der Metropolregion Nashville.

## Geschichte
Das Gebiet, das heute White House ist, wurde um 1828 von Richard Stone Wilks, einem Siedler aus Virginia, erworben. Ein Weg, der von Kentucky nach Nashville führte und ursprünglich von amerikanischen Ureinwohnern angelegt worden war, führte durch das Gebiet. Dieser Weg war Mitte des 19. Jahrhunderts ursprünglich als Louisville & Nashville Turnpike bekannt. 1928 wurde der Trail in US Highway 31W umbenannt. Mitte des 19. Jahrhunderts beförderte die Carter, Thomas, and Hough Stagecoach Company Passagiere auf dem L&N Turnpike. Ein typischer Halt auf dem Weg war ein weißes, zweistöckiges Haus, das 1829 von Richard Wilks gebaut wurde. Das Haus war ein beliebter Halt für Unterkunft, Verpflegung und zum Wechseln der Pferde. Sogar Präsident Andrew Jackson soll hier auf seinen Reisen zwischen seiner Heimat und dem Weißen Haus übernachtet haben. Zu dieser Zeit waren die Häuser selten weiß gestrichen, besonders in dieser unterentwickelten Gegend. Die Postkutschenfahrer begannen deshalb, diese Haltestelle und die umliegende Gegend White House zu nennen.
Eine Nachbildung des namensgebenden Weißen Hauses ist heute ein Museum. White House wurde 1971 als Gemeinde gegründet. Gegenwärtig erlebt die junge Stadt Bevölkerungswachstum und wirtschaftlichen Fortschritt, wobei viele Wohnprojekte und neue Siedlungen für das Gebiet in Planung sind.

## Demografie
Nach einer Schätzung von 2019 leben in White House 19.555 Menschen. Die Bevölkerung teilte sich im selben Jahr auf in 70,6 % Weiße, 21,1 % Afroamerikaner, 0,5 % amerikanische Ureinwohner, 2,4 % Asiaten und 2,4 % mit zwei oder mehr Ethnizitäten. Hispanics oder Latinos aller Ethnien machten 4,2 % der Bevölkerung aus. Das mittlere Haushaltseinkommen lag bei 60.268 US-Dollar und die Armutsquote bei 10,8 %.